# Alfred Diethe
Alfred Richard Diethe (* 13. Februar 1836 in Dresden; † 3. Juni oder 7. Juni 1919 ebenda) war ein deutscher Kunstmaler und Illustrator.

## Leben

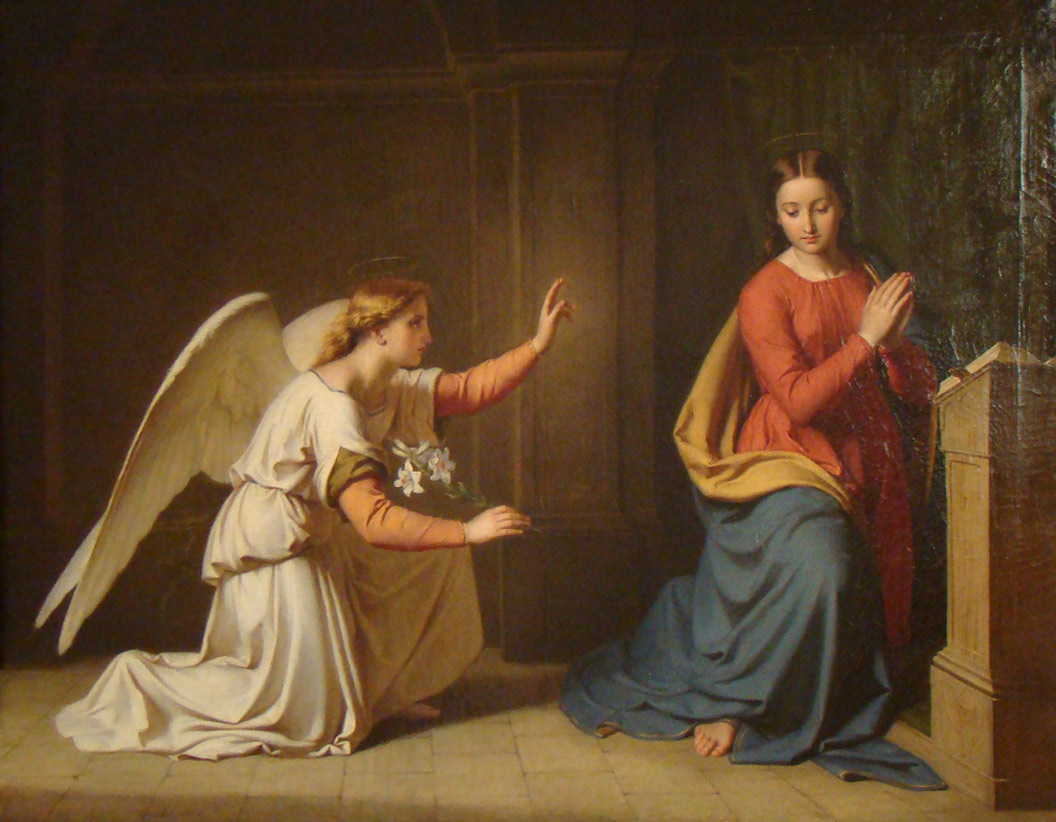
Die Verkündigung Mariä. 1857

Diethe war der achte von neun Söhnen eines Tischlermeisters und besuchte bis zum 15. Lebensjahr die Realschule in Dresden-Neustadt. Ursprünglich für den Lehrerberuf vorgesehen, studierte in den 1850er Jahren an der Kunstakademie Dresden und war dort Schüler Bendemanns (bis zu dessen Ruf 1858 nach Düsseldorf), danach Julius Hübners im Fach Historienmalerei. Die Landschaftsmalerei studierte er bei Ludwig Richter. 1858 verkaufte er sein erstes Bild an den Sächsischen Kunstverein. Zu seinen ersten Werken im Atelier Hübner gehörten die „Verkündigung Mariä“, das Altarbild für Dresden-Plauen – einen „segenden Christus“ sowie „Christus in Emaus“. Nachdem er den von der Prof. Herrmanns Stiftung in Dresden-Loschwitz ausgelobten Wettbewerb mit „Theseus und Ariadne“ gewann, wurde Diethe ab 1861 freischaffend in Dresden tätig. Ein Reisestipendium ermöglichte ihm einen Italienaufenthalt von 1864 bis 1866, wo er unter anderem mit Friedrich Preller d. J. verkehrte und in den Albaner und Sabiner Bergen zeichnete. Danach war er Lehrer an der Kunstgewerbeschule Dresden; ab 1885 an der Architekturklasse der Kunstakademie. Zwischen 1890 und 1901 war er Privatlehrer der Prinzessin Mathilde von Sachsen.

## Werk
Diethe gilt als Vertreter der konservativen akademischen Richtung in der zweiten Hälfte des 19. Jahrhunderts in Dresden (vor allem religiöse und historische Figurenbilder). Anfangs noch stark von den nazarenischen Idealen geprägt, wird sein Stil unter dem Einfluss der Düsseldorfer Malerschule später malerischer. In diesem Geschmack hat er viele Aufträge in sächsischen Kirchen ausgeführt.
Seit den 1870er Jahren erschloss er sich die Techniken der Wandmalerei unter anderem in Wachsfarben, Mineralfarben und Sgraffito und entwarf Glasfenster.
Zusammen mit Julius Scholtz und Hugo Bürkner entwarf er zahlreiche Illustrationen für die Jugend-Magazine „Töchteralbum“ und „Herzblättchens Zeitvertreib“.
Zwischen 1856 und 1904 malte er mehr als 220 Porträts, darunter mehrere von König Albert von Sachsen.

### Gemälde
- Annaberg-Buchholz, Lehrerseminar: „Predigt Christi“.
- Dresden, Grünes Gewölbe, Neue Meister:
  - „Christus in Emaus“, 1860.
  - „Theseus und Ariadne“, 1861 (Verbleib unbekannt);
  - „Der junge Tobias“, um 1867.
- Dresden, Staatsministerium: „Germania dankt den heimkehrenden Kriegern“, 1871. (Bombenschaden 1945)

### Zeichnungen
- Kupferstichkabinett Dresden:
  - 14 Entwürfe zu kirchlichen Wandmalereien und Altären in Sachsen;
  - „Bauernmusikant“ (Aquarell)
  - „Gesellschaft vor Holbeins Madonna des Bürgermeisters Meyer“ (Aquarell)

### Altar-Gemälde
- Evangelische Kirche Bromskirchen, Hessen
- Evangelische Kirche zu Dittersbach auf dem Eigen, Sachsen
- Auferstehungskirche, Dresden-Plauen, Sachsen
- Kreuzkirche, Dresden-Weißig, Sachsen
- Evangelische Kirche zu Greifendorf bei Döbeln, Sachsen[5]
- Evangelische Kirche zu Neudorf im Erzgebirge, Sachsen
- Evangelische Kirche zu Neudorf bei Liegnitz (Nowa Wieś Wielka), Niederschlesien
- Evangelische Kirche zu Rothenhaus (Červený Hrádek), Böhmen
- Evangelische Kirche St. Johannes Nepomuk zu Rumburg (Rumburk), Böhmen (Brandschaden 2003)
- Kapelle zu Saalhausen bei Dresden, Sachsen
- Evangelische Kirche zu Wildenhain, Kreis Torgau, Sachsen 1861[6]
- Evangelische Pfarrkirche Weißbriach, Kärnten

### Glasfenster für Kirchen
- Johanneskirche, Dresden, 1903 (Bombenschaden 1945)
- St.-Petri-Kirche, Dresden, 1891 (Brandschaden 1945)
- Heilig-Geist-Kirche, Dresden, 1892 (Bombenschaden 1945)
- Kreuzkirche, Dresden, 1895 (Bombenschaden 1945)
- Stiftskirche, Chemnitz
- Dorfkirche Tautenhain, Thüringen

### Dekorative Malereien

Diethe: Heinrich I. legt den Grundstein der Burg Meißen

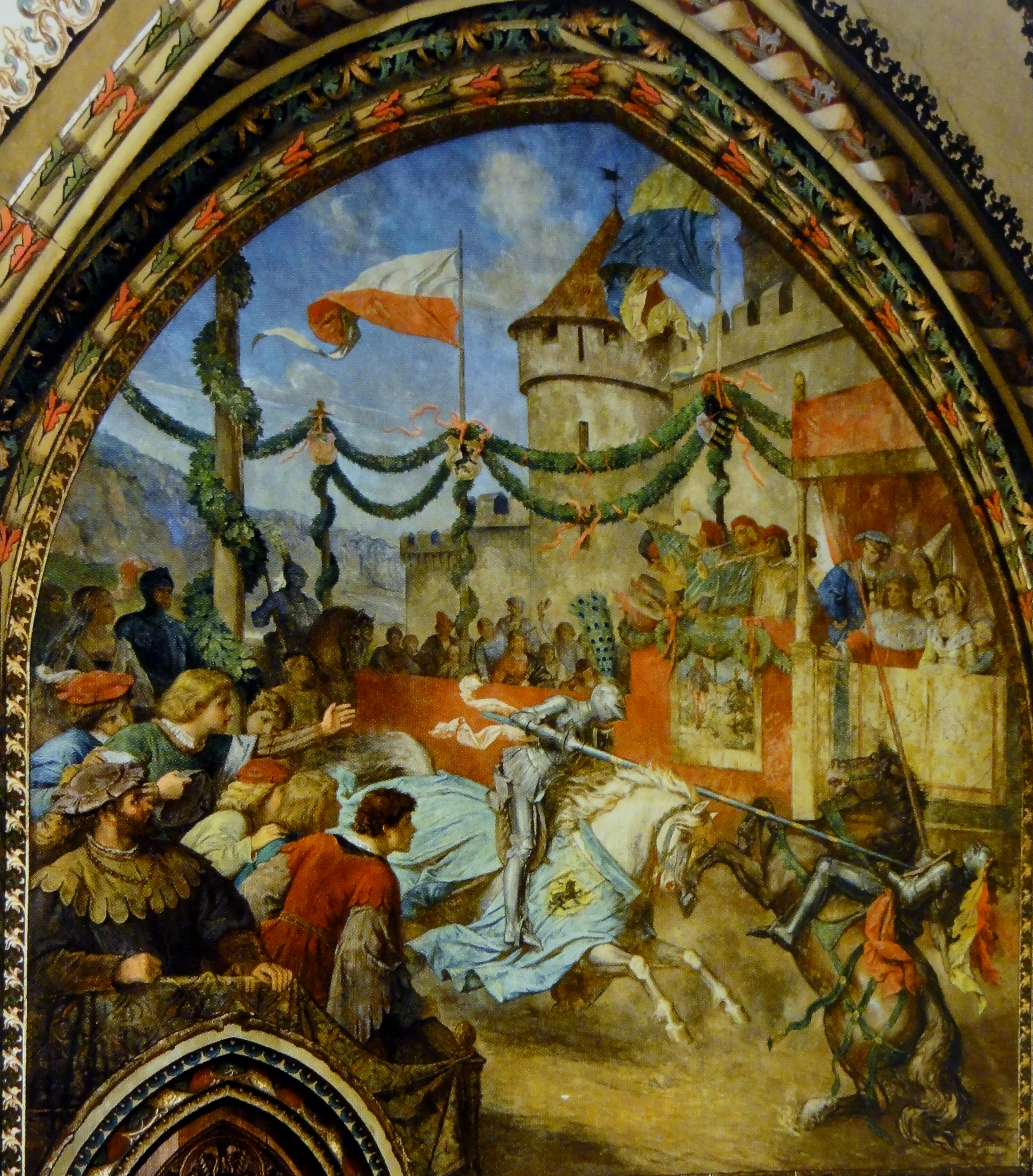
„Albrecht des Beherzten Turniersieg in Pirna“, 1876

- Albert-Theater, Dresden: Deckenbilder, Lw., 1873 (Bombenschaden 1945)
- Annenschule, Dresden: Aula, 1871–1874 (Bombenschaden 1945). Einem Wettbewerb des Sächsischen Kunstvereins folgend, erinnern die Fresken an die Zeit des frühbürgerlichen Aufschwungs, an den Humanismus und an die Reformation in Sachsen.[7][8]:
  - „Luther die Thesen anschlagend“,
  - „Die Blütezeit der Kunst unter den Medicäern in Florenz“
  - „Columbus entdeckt Amerika“,
  - „Vater August und Mutter Anna pflegen Industrie und Landwirthschaft im Lande Sachsen“

- Leisnig, Bürgerschule, Außenmauern, Sgraffiti, 1888
  - „Jesus die Kinder zu sich ladend“
  - „Die Bergpredigt“

- Lunzenau: für den Papier-Fabrikanten Hermann Vogel (1841–1917), 1874

- Albrechtsburg (Große Hofstube):
  - „Friedrich III. belehnt Albrecht und Ernst von Wettin 1465“;
  - „Albrecht des Beherzten Turniersieg in Pirna“, 1876. (unklar ggf. von Hofmann)
  - „Heinrich I. legt den Grundstein der Burg Meißen 929“ (unklar ggf. von Koller)
  - „Erstürmung der Albrechtsburg durch die Polen unter Herzog Miesko 1013“.[9]